# 3625 Фракасторо
3625 Фракасторо (3625 Fracastoro) — астероїд головного поясу, відкритий 27 квітня 1984 року.
Тіссеранів параметр щодо Юпітера — 3,220. Названий на честь видатного італійського лікаря і філософа Джироламо Фракасторо.